# Senna acuta
Senna acuta är en ärtväxtart som först beskrevs av Julius Rudolph Theodor Vogel, och fick sitt nu gällande namn av Zoellner och San Martin. Senna acuta ingår i släktet sennor, och familjen ärtväxter. Inga underarter finns listade i Catalogue of Life.